# المعهد الوطني للبريد وتكنولوجيات الإعلام والاتصال
المعهد الوطني للبريد وتكنولوجيات الإعلام والاتصال (اختصاراً بالفرنسية: INPTIC) هو مؤسسة جامعية جزائرية تقدم تكوينا عاليا في تخصصات مجالات هندسة الاتصالات، هندسة الشبكات، تكنولوجيا المعلومات وإدارة الأعمال، كما يقدم تكوينات موازية لشهادات شركة سيسكو وشركة أوراكل والرخصة الأوروبية لقيادة الحاسب الآلي. يقع مقر المعهد في مدينة الكاليتوس شرق الجزائر العاصمة. ويتبع وزارة البريد وتكنولوجيات الإعلام والاتصال إداريا ووزارة التعليم العالي والبحث العلمي بيداغوجيا. المعهد عضو في الوكالة الجامعية الفرانكوفونية.

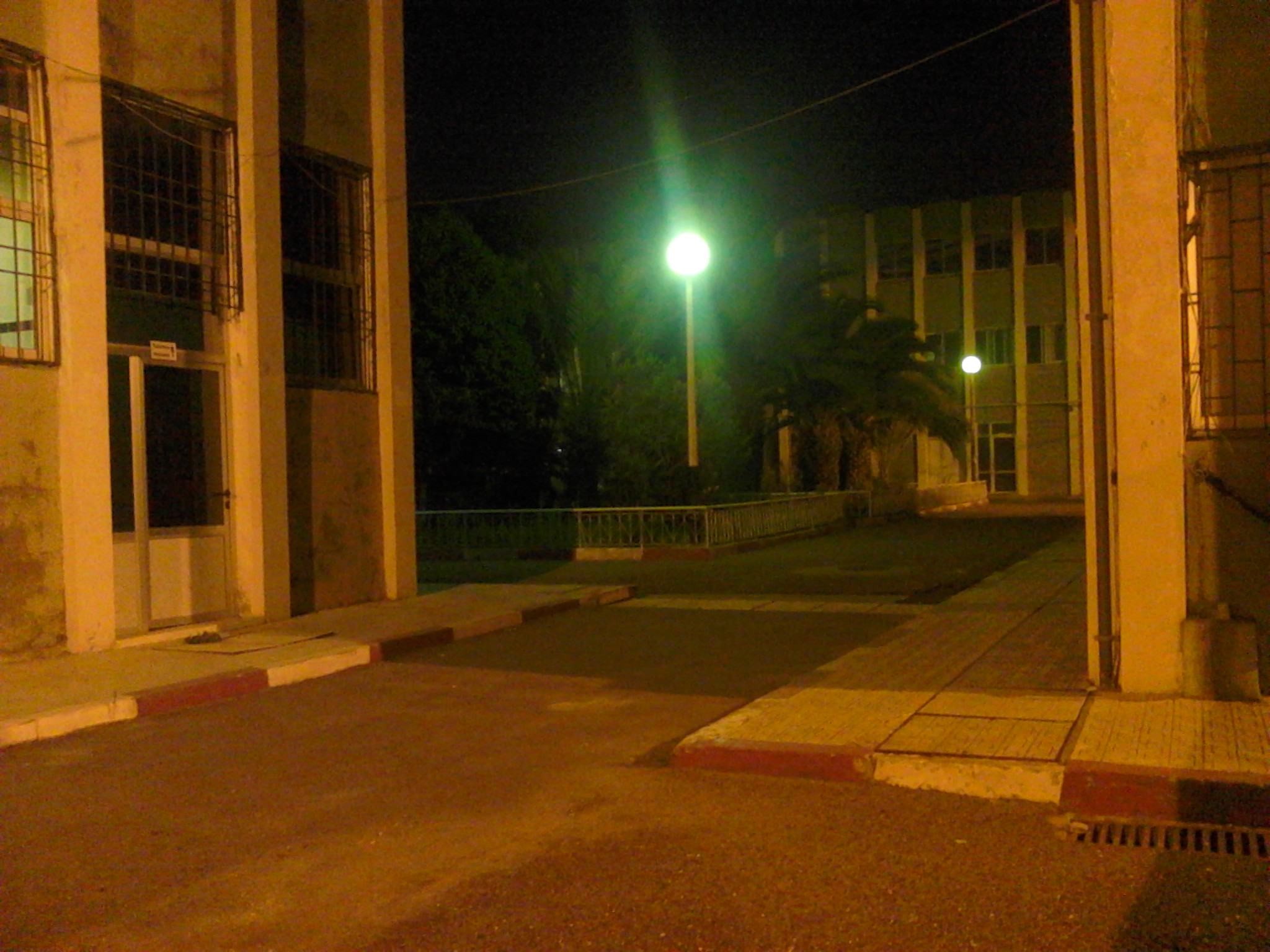
المعهد ليلا

## عروض التكوين
يوفر المعهد تكوينات جامعية عالية المستوى في تكنولوجيا المعلومات، كما يقدم عروض تكوين مستمر لفائدة الشركات وذلك عبر شهادات ليسانس (بكالوريا+3) في اختصاصين:
- اتصالات وشبكات معلوماتية،
- خدمات وشبكات التواصل.

وعبر تكوينات في شهادة الماستر (بكالوريا+5) في اختصاصات:
- تقنية المعلومات وإدارة الأعمال (MTIC)،
- أمن الأنظمة والشبكات.

## روابط
- الموقع الرسمي للمعهد.